# Root beer
Root beer (português literal:"cerveja de raiz") é um refrigerante doce norte-americano tradicionalmente feito com a casca da raiz da árvore de sassafrás Sassafras albidum ou da videira Smilax ornata (conhecida como sarsaparilla, também usada para fazer um refrigerante, a sarsaparilla) como sabor principal. A cerveja de raiz é geralmente, mas não exclusivamente, não alcoólica, sem cafeína, doce e gaseificada. Como a cola, ela geralmente tem uma espuma espessa. Um uso bem conhecido é adicionar sorvete de baunilha para fazer um root beer float.
Desde que o safrol, um componente-chave do sassafrás, foi banido pela U.S. Food and Drug Administration (FDA) em 1960 devido à sua carcinogenicidade, a maioria das cervejas comerciais de raiz tem sido aromatizada com aromatizante artificial de sassafrás, mas algumas (por exemplo, Hansen's) usam um extrato de sassafrás sem safrol.
Os principais produtores de root beer incluem a PepsiCo, a Coca-Cola Company, a Dad's, a Keurig Dr. Pepper e a A&W.

## Histórico

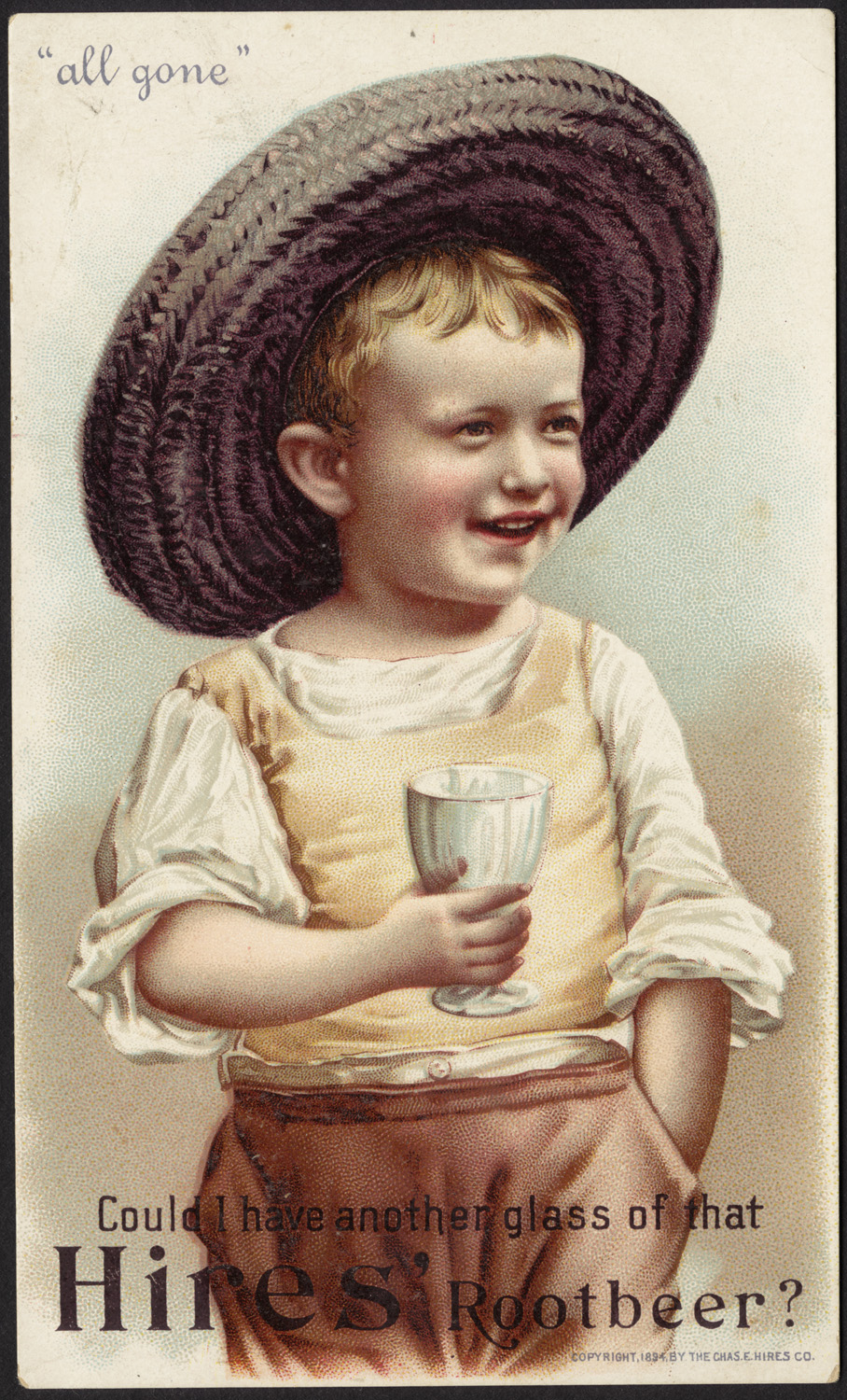
Propaganda da cerveja Hires' de 1894.

Root beer é consumida nos Estados Unidos desde pelo menos o século XVIII. É vendida em lojas de confeitaria desde pelo menos a década de 1840, e receitas escritas de root beer foram documentadas desde a década de 1860. No século XIX, era frequentemente consumida quente. Já na década de 1850, era combinada com refrigerante - naquela época, era vendida como xarope e não como bebida pronta.
Além de suas qualidades aromáticas, os benefícios medicinais do sassafrás eram bem conhecidos tanto pelos nativos americanos quanto pelos europeus, e os farmacêuticos começaram a comercializar a root beer por suas qualidades medicinais.
O farmacêutico Charles Elmer Hires foi o primeiro a comercializar com sucesso uma marca comercial de root beer. Hires desenvolveu seu chá de raiz feito de sassafrás em 1875, estreou uma versão comercial de cerveja de raiz na Exposição Universal de 1876 e começou a vender seu extrato. Hires era abstêmio e queria chamar a bebida de "chá de raiz". No entanto, seu desejo de comercializar o produto para os mineiros de carvão da Pensilvânia fez com que ele chamasse seu produto de root beer ("cerveja de raiz").
Em 1886, Hires começou a engarrafar uma bebida feita com seu famoso extrato. Em 1893, a root beer era distribuída amplamente nos Estados Unidos. As versões não alcoólicas da cerveja de raiz se tornaram comercialmente bem-sucedidas, especialmente durante a Lei Seca.
Nem todas as cervejas tradicionais ou comerciais eram à base de sassafrás. Um dos primeiros concorrentes da Hires foi a Barq's, que começou a vender sua cerveja de raiz à base de sarsaparilla em 1898 e era rotulada simplesmente como "Barq's".
Em 1919, Roy Allen abriu sua barraca de root beer em Lodi, Califórnia, o que levou ao desenvolvimento da A&W Root Beer. Uma das inovações de Allen foi o fato de servir sua cerveja artesanal em canecas frias e geladas. A IBC Root Beer é outra marca de root beer produzida comercialmente que surgiu durante esse período e ainda hoje é bem conhecida.
O safrol, o óleo aromático encontrado nas raízes e na casca do sassafrás que dava à tradicional cerveja de raiz seu sabor característico, foi proibido em alimentos e medicamentos produzidos comercialmente em massa pela FDA em 1960. Animais de laboratório que receberam doses orais de chá de sassafrás ou óleo de sassafrás que continham grandes doses de safrol desenvolveram danos permanentes ao fígado ou vários tipos de câncer. Embora o sassafrás não seja mais usado na cerveja de raiz produzida comercialmente e às vezes seja substituído por sabores artificiais, há extratos naturais com o safrol destilado e removido.

## Método tradicional
Uma receita tradicional para fazer cerveja de raiz envolve o cozimento de um xarope de melaço e água, deixando o xarope esfriar por três horas e combinando-o com os ingredientes da raiz (incluindo raiz de sassafrás, casca de sassafrás e wintergreen). Adicionava-se levedura e a bebida era deixada para fermentar por 12 horas, após o que era coada e engarrafada novamente para a fermentação secundária. Essa receita geralmente resultava em uma bebida com 2% de álcool ou menos, embora a receita pudesse ser modificada para produzir uma bebida mais alcoólica.

## Espuma
Originalmente, a root beer era feita com raiz e casca de sassafrás que, devido às suas propriedades mucilaginosas, formava uma espuma natural e duradoura, uma característica marcante da bebida. Originalmente, a cerveja de raiz era carbonatada por fermentação. Com a mudança da demanda e da tecnologia, passou-se a usar água gaseificada. Alguns fabricantes usaram pequenas quantidades de amido (por exemplo, de mandioca) com surfactantes naturais para reproduzir o caráter espumante familiar da cerveja de raiz à base de sassafrás. Algumas marcas de cerveja de raiz têm comportamentos distintos de formação de espuma, o que tem sido usado como parte de sua identidade de marketing.

## Ingredientes
Atualmente, a cerveja comercial de raiz é produzida no Canadá e em todos os estados dos EUA. Embora a popularidade dessa bebida seja maior na América do Norte, algumas marcas são produzidas ou importadas por outros países, incluindo Austrália, Reino Unido, Malásia, Argentina, Alemanha, Filipinas, Cingapura, Taiwan, Coreia do Sul, Indonésia, Suécia, Vietnã, e Tailândia. O sabor dessas bebidas pode variar das versões típicas norte-americanas, ou ser semelhante às encontradas na América do Norte. Embora não exista uma receita padrão, os principais ingredientes da root beer moderna são água filtrada, açúcar e extrato de sassafrás sem safrol, que complementa outros sabores. Os aromatizantes comuns são baunilha, caramelo, wintergreen, casca de cerejeira-negra, raiz de alcaçuz, raiz de sarsaparilla, noz-moscada, acácia, anis, melaço, canela, bétula doce e mel. A proteína de soja ou a mandioca às vezes são usadas para criar uma qualidade espumosa, e o corante caramelo é usado para deixar a bebida marrom.
Os ingredientes das primeiras cervejas tradicionais incluem pimenta-da-jamaica, casca de bétula, coentro, zimbro, gengibre, wintergreen, lúpulo, raiz de bardana, raiz de dente-de-leão, nardo, quimafila, lascas de guaiacum, sarsaparilla, pau-espinho, casca de cerejeira-negra, língua de vaca, bengala do diabo, raiz de sassafrás, fava de baunilha, grama-francesa, melaço e alcaçuz. [Muitos desses ingredientes ainda são usados na cerveja tradicional e comercialmente produzida atualmente, que geralmente é engrossada, espumada ou carbonatada.
A maioria das principais marcas, com exceção da Barq's, não contém cafeína (a Barq's contém cerca de 1,8 mg de cafeína por onça fluida).
A cerveja de raiz pode ser feita em casa com extrato processado obtido em uma fábrica, ou também pode ser feita com ervas e raízes que ainda não foram processadas. As cervejas de raiz tradicionais, alcoólicas e não alcoólicas, formam uma espuma espessa quando despejadas, muitas vezes reforçada pela adição de extrato de mandioca, proteína de soja ou outros espessantes.
As cervejas de raiz alcoólicas produzidas nos anos 2000 incluíram a Not Your Father's Root Beer da Small Town Brewery; a cerveja de raiz dura da Coney Island Brewing Co. e a Best Damn Root Beer da Best Damn Brewing Co.

### Ingredientes comuns

#### Raízes e ervas
- Sassafras albidum - raízes e casca de sassafrás (ou substituto artificial do safrol)
- Smilax regelii - sarsaparilla
- Smilax glyciphylla - sarsaparilla doce
- Piper auritum - raiz da planta da cerveja ou hoja santa
- Glycyrrhiza glabra - alcaçuz (raiz)
- Aralia nudicaulis - sarsaparilla selvagem
- Gaultheria procumbens - wintergreen (folhas e bagas)
- Betula lenta - bétula doce (seiva/xarope/resina)
- Betula nigra - bétula preta (seiva/xarope/resina)
- Prunus serotina - cerejeira-negra (madeira)
- Picea rubens - abeto vermelho
- Picea mariana - abeto negro
- Picea sitchensis - abeto Sitka
- Arctium lappa - bardana (raiz)
- Taraxacum officinale - dente-de-leão (raiz)
- Quillaja saponaria - casca de sabão, um agente espumante
- Yucca - um agente espumante

#### Especiarias
- Pimenta dioica - pimenta da Jamaica
- Theobroma cacao - chocolate
- Trigonella foenum-graecum - feno-grego
- Myroxylon balsamum - bálsamo de Tolu
- Abies balsamea - abeto balsâmico
- Myristica fragrans - noz-moscada
- Cinnamomum verum - canela (casca)
- Cinnamomum aromaticum - cássia (casca)
- Syzygium aromaticum - cravo
- Foeniculum vulgare - erva-doce (semente)
- Zingiber officinale - gengibre (caule/rizoma)
- Illicium verum - anis estrelado
- Pimpinella anisum - anis
- Humulus lupulus - lúpulo
- Gênero Mentha- hortelã

#### Outros ingredientes
- Água carbonatada
- Hordeum vulgare - cevada (maltada)
- Hypericum perforatum - erva de São João
- Açúcar
- Melaço
- Levedura